# Aeonium aureum
Aeonium aureum là một loài thực vật có hoa trong họ Crassulaceae. Loài này được (C.Sm. ex Hornem.) T.H.M.Mes miêu tả khoa học đầu tiên năm 1995.